# Катастрофа Неделин
Неделин катастрофа или Неделин несрећа је несрећа која се догодила 24. октобра 1960, на космодрому Бајконур током развоја совјетске Р-16 интерконтиненталне балистичке ракете. Док је прототип ракете био припреман за пробни лет, експлодирао је на лансирној рампи када су се његови мотори за други стадијум лета превремено упалили. Погинуо је велики број инжењера, војног особља и техничара који су радили на пројекту. (Званични подаци говоре о 90 настрадалих, али процене иду чак до 200. Опште прихваћена цифра је око 120.) Упркос обиму несреће, совјетске власти су је прикривале годинама, све до деведесетих година 20. века. Маршал Стратешких ракетних снага, Митрофан Неделин, командир развојног програма Р-16 је био међу настрадалима у експлозији и пожару